# Taboada (Spagna)
Taboada è un comune spagnolo di 3 464 abitanti situato nella comunità autonoma della Galizia.